# Film bosniaci proposti per l'Oscar al miglior film straniero
A partire dal 1995 diversi film bosniaci sono stati sottoposti per la candidatura al Premio Oscar nella categoria miglior film straniero.
Nel 2002 il film No Man's Land di Danis Tanović è riuscito a conquistare il premio. In seguito un altro film di Tanović, Epizoda u životu berača željeza, ha superato la prima selezione ma non ha raggiunto la cinquina finale. Nel 2021 Quo vadis, Aida? di Jasmila Žbanić è stato il secondo film a ottenere la candidatura.
Tanović è anche il regista i cui film sono stati selezionati dalla Bosnia più volte (quattro), seguito da Aida Begić (tre) e Pjer Žalica (due).
| Anno | Film                                         | Regia            | Risultato     |
| ---- | -------------------------------------------- | ---------------- | ------------- |
| 1995 | L'età ingrata (Magareće godine)              | Nenad Dizdarević | Non candidato |
| 2002 | No Man's Land (Ničija zemlja)                | Danis Tanović    | Vincitore     |
| 2004 | Benvenuto Mr. President (Gori vatra)         | Pjer Žalica      | Non candidato |
| 2005 | A casa di zio Idriz (Kod amidže Idriza)      | Pjer Žalica      | Non candidato |
| 2006 | Del tutto personale (Sasvim lično)           | Nedžad Begović   | Non candidato |
| 2007 | Il segreto di Esma (Grbavica)                | Jasmila Žbanić   | Non candidato |
| 2008 | È difficile essere buoni (Teško je biti fin) | Srđan Vuletić    | Non candidato |
| 2009 | Snow (Snijeg)                                | Aida Begić       | Non candidato |
| 2010 | Guardiani di notte (Čuvari noći)             | Namik Kabil      | Non candidato |
| 2011 | Cirkus Columbia                              | Danis Tanović    | Non candidato |
| 2012 | Belvedere                                    | Ahmed Imamović   | Non candidato |
| 2013 | Buon anno Sarajevo (Djeca)                   | Aida Begić       | Non candidato |
| 2014 | Epizoda u životu berača željeza              | Danis Tanović    | Short-list    |
| 2015 | Sa mamom                                     | Faruk Lončarević | Non candidato |
| 2016 | Naša svakodnevna priča                       | Ines Tanović     | Non candidato |
| 2017 | Death in Sarajevo (Smrt u Sarajevu)          | Danis Tanović    | Non candidato |
| 2018 | Muškarci ne plaču                            | Alena Drljevića  | Non candidato |
| 2019 | Beni bırakma                                 | Aida Begić       | Non candidato |
| 2020 | Sin                                          | Ines Tanović     | Non candidato |
| 2021 | Quo vadis, Aida?                             | Jasmila Žbanić   | Candidato     |

| Non candidato | Il film è stato proposto per la candidatura, ma non è stato selezionato dall'Academy of Motion Picture Arts and Sciences. |
| Short-list    | Il film è entrato nella "short-list" stilata a gennaio dei nove candidati per l'Oscar al miglior film straniero           |
| Candidato     | Il film è entrato a far parte dei cinque candidati per l'Oscar al miglior film straniero.                                 |
| Vincitore     | Il film ha vinto l'Oscar al miglior film straniero.                                                                       |